# Гутфрит I
Гутфрит I (также Гутфрит Хардикнутсон или Гутред I; др.-сканд. Guthfrið I, Guthfrið Hardicnutson, лат. Guthred; умер 24 августа 895, Йорк) — король Йорвика (883—895).

## Биография

### Ранние годы
О ранних годах жизни Гутфрита I сведений в исторических источниках сохранилось очень мало. В трудах жившего в XII веке Симеона Даремского упоминается о том, что Гутфрит был родом из народа данов и что его отца звали Хардикнут. Также известно, что Гутфрит, проданный в рабство своими соотечественниками, некоторое время был в услужении у не названной по имени вдовы, жившей в Уиттенгеме.
Современные историки высказывают мнение о возможном родстве Гутфрита I с другими известными предводителями викингов, действовавшими как в Британии, так и в Ирландии. В «Деяниях архиепископов гамбургской церкви» Адама Бременского упоминается о сыновьях Гутфрита — Ситрике, Олафе и Рагналле. Двое из них современными историками отождествляются с одноимёнными правителями Йорка, Ситриком Слепым и Рагналлом Уа Имаром. В средневековых хрониках эти лица упоминаются как «внуки Ивара». На этих основаниях предполагается, что Гутфрит мог быть или сыном, или зятем Ивара Бескостного. Вероятно, Гутфрит как возможный претендент на власть над нортумбрийскими викингами был продан своими соперниками в рабство англосаксам.

### Получение престола

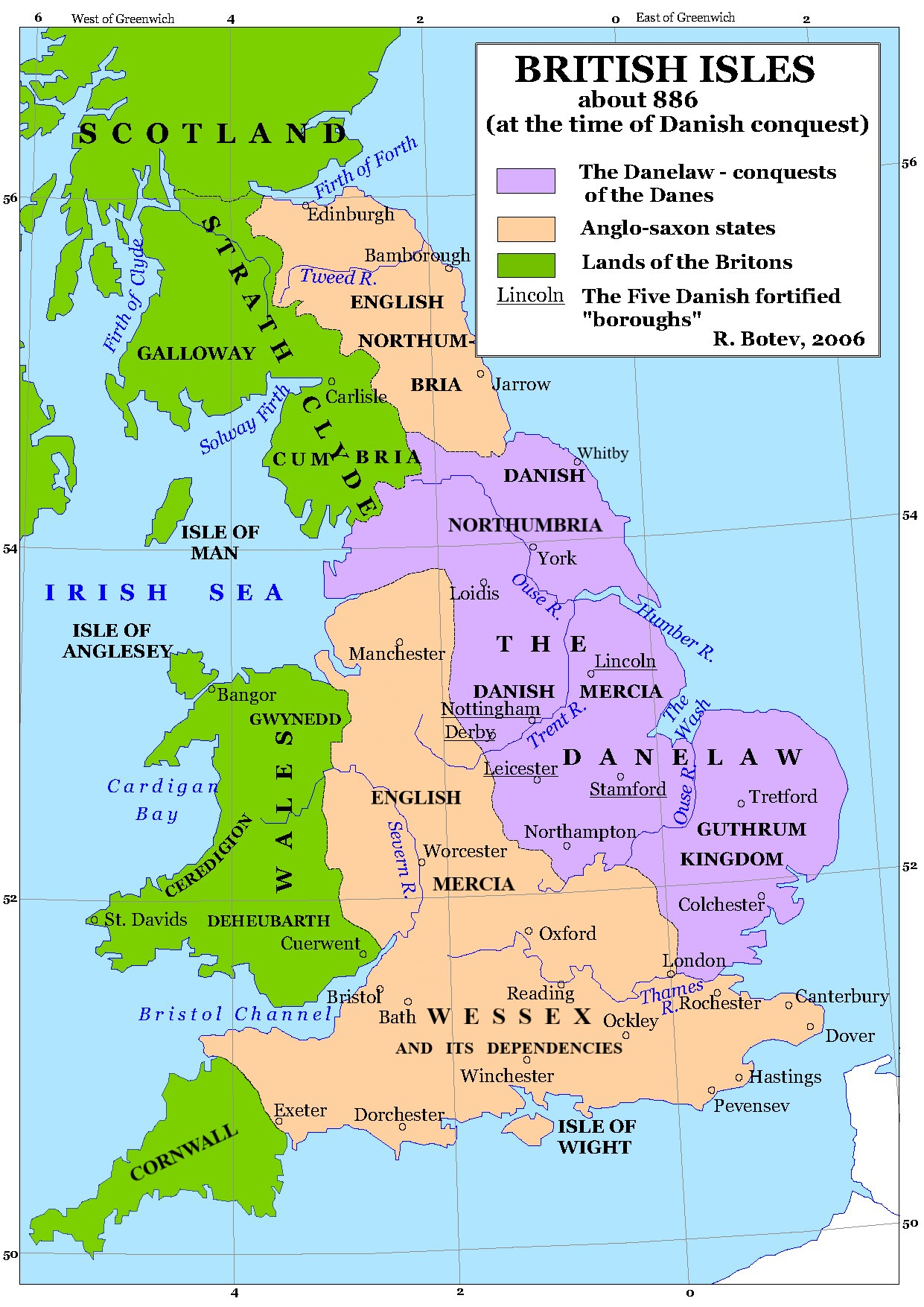
Британия в 886 году

Тем не менее, в 883 году Гутфрит был избран правителем скандинавского королевства со столицей в Йорке.
Наиболее подробный рассказ о восшествии Гутфрита I на престол сохранился в написанной Симеоном Даремским «Истории Даремской церкви». Предполагается, что в основе этих свидетельств лежал более ранний источник — созданное в середине XI века «Житие святого Кутберта».
По данным Симеона Даремского, после гибели в 877 году Хальфдана среди находившихся в Нортумбрии викингов в течение нескольких лет не было согласия по вопросу о том, кто должен стать их следующим предводителем. Возможно, в то время даны были вынуждены подчиняться верховной власти англосаксонских правителей Нортумбрии: сначала Эгберта II, а затем его преемника Эадвульфа II. Симеон Даремский отводил главную роль в возведении Гутфрита I на престол Эадреду, аббату монастыря в Карлайле. Якобы, следуя повелению явившегося ему во сне святого Кутберта Линдисфарнского, Эадред выкупил Гутфрита из рабства. Аббат привёл освобождённого им юношу в находившийся на берегу реки Тайн лагерь данов и отрекомендовал того как человека, достойного стать королём нортумбрийских викингов. Скандинавы последовали совету Эадреда, и вручили Гутфриту власть над контролировавшимися ими землями Нортумбрии. Вслед за этим новый правитель Йорка способствовал перенесению мощей святого Кутберта в Честер-ли-Стрит, где была основана новая монашеская обитель. Хотя восшествие Гутфрита I на престол и сопровождалось языческими ритуалами, в качестве благодарности Эадреду, король и его воины дали на могиле этого святого клятву соблюдать мир с нортумбрийскими христианами.
В сочинениях средневековых авторов отсутствуют какие-либо упоминания о реакции правителя англосаксонской части Нортумбрии на избрание данами своего нового короля. Возможно, что Гутфрит I или владел Йорком как наместник Эадвульфа II, или был самовластным правителем, опиравшимся на союз с христианским духовенством своих земель.
Также точно неизвестна и территория, на которую распространялась власть Гутфрита I: предполагается, что он мог, по крайней мере, кроме окрестностей Йорка контролировать и некоторые земли к югу от реки Хамбер.

### Правление
Историки отмечают тесную связь скандинава Гутфрита с общиной аббатства Святого Кутберта. В том числе сохранились сведения о передаче этим королём монастырю земель в междуречье Тайна и Уира, и грамота Гутфрита, позволявшая аббату Эадреду купить владения в устье Тиса. Также во время произошедшего в правление Гутфрита I вторжения скоттов в скандинавскую Нортумбрию королю было видение святого Кутберта, предрекшего йоркцам победу над врагами. По свидетельству Симеона Даремского, пророчество святого полностью сбылось: войско Гутфрита нанесло сокрушительное поражение намного превосходившим силам скоттов. Современные историки предполагают, что подобные предания могли возникнуть, только если Гутфрит I, в отличие от многих более ранних предводителей действовавших в Британии скандинавов, был христианином.
В 893 году Нортумбрия подверглась новому нападению, став ареной борьбы между двумя скандинавскими конунгами, «морским разбойником» Сигфритом и королём Дублина Ситриком I. Первый из них, снискавший среди викингов славу своими успешными походами, возможно не без подстрекательства Гутфрита I совершил набег на Дублин, но потерпев неудачу, при возвращении в Британию разграбил Йорк. Второй же, преследуя своего врага, разорил нортумбрийское побережье.
В «Англосаксонской хронике» сообщается о военных действиях, происходивших в 893—894 годах между данами и уэссексцами. О роли в них Гутфрита I ничего не известно, но упоминается, что одним из активных участников этих столкновений был конунг Сигфрит. В то же время историки считают, что Гутфрит мог быть одним из тех не названных по именам скандинавских правителей Нортумбрии и Восточной Англии, которые в то время заключили мирные договоры с Альфредом Великим и принесли тому клятву верности. Возможно, именно с противодействием нападениям Сигфрита на уэссекские земли было связано посещение в 894 году Йорка элдорменом Этельнотом, одним из наиболее приближённых к королю Альфреду лиц. Средневековые источники не позволяют установить обстоятельства этого события: неизвестно даже, была ли это дипломатическая поездка, или военный поход англосаксов в Нортумбрию. Однако современные историки предполагают, что результатом миссии Этельнота стало мирное соглашение между королями Уэссекса и Йорка, возможно, по условиям схожее с Уэдморским договором 878 года между Альфредом и Гутрумом. Предполагается, что одним из пунктов соглашения могло стать согласие Гутфрита на христианизацию своих скандинавских подданных.
По повелению Гутфрита I в Йорке было начато изготовление собственной монеты. Одна из таких монет, содержащая имя короля, сохранилась до наших дней.
По свидетельству англосаксонского хрониста X века Этельварда, король Гутфрит I скончался 24 августа 895 года. Его тело было похоронено в кафедральном соборе Йорка. Гутфрит I — «знаменитый» король Йорка — один из наиболее влиятельных правителей викингских королевств в Британии.
После смерти Гутфрита I среди йоркских викингов началось вызванное борьбой за престол междоусобие, победителем в котором стал разоритель Йорка Сигфрит.